# Odorrana leporipes
Odorrana leporipes es una especie de anfibio anuro de la familia Ranidae.

## Distribución geográfica
Es endémica de la provincia de Cantón (China).

## Estado de conservación
Se encuentra amenazada por la pérdida de su hábitat natural.